# Diego Baracchini
Diego Baracchini (Lincoln, provincia de Buenos Aires; 24 de enero de 1938 - Ciudad de Buenos Aires, 20 de julio de 2004) fue un popular actor, periodista, escritor y agente de prensa argentino.

## Carrera
A los 21 años se recibió con medalla de oro de ingeniero civil especializado en obras hidráulicas. Al poco tiempo lo llamaron para hacer una nota en el Diario La Prensa y el subdirector le ofreció trabajar ahí. Su primera nota fue la inauguración del primer reactor atómico en la avenida Constituyentes.
Paralelamente a sus estudios hacía teatro con Norma Aleandro y Bárbara Mujica, y debuta como actor bajo la dirección de Marcelo Lavalle. Luego viajó a Estados Unidos donde estudió por tres años haciendo cualquier tipo de cursos. Fue disertante en varias universidades del país y en Columbia y Harvard (EE. UU.).
Fue crítico literario y de espectáculo y secretario de redacción de las revistas Primera Plana, Decoralia, Semana Gráfica, La Semana, La Opinión, Automundo, Mercado y Panorama, y director de las revistas Claudia Quark y Saber comer, Saber beber.
Entre sus obras la novela Ariadna en la ciudad de 1965 fue una de las más comentadas. Otros de sus libros fueron la novela La boca sobre el mármol (1961), El baile de la sirvienta (1971), en colaboración con Clara Fontán Estamos en el aire (1977), entre otras. También ilustró el libro Confrontación Entre Don Quijote Y Fierro de Osvalda Beatriz y Rovelli de Riccio. También fue jefe de relaciones públicas de ArteBA.
En teatro fue uno de los creadores y promotores de la Fundación Amigos del Teatro San Martín. Su teatro, una combinación de observación realista y visión poética y simbólica, ofrece dos constantes temáticas: Los problemas de la mujer actual, sus conflictos, su posibilidad de crecimiento, sus relaciones con el hombre y la consecuente necesidad de modificar y hacer un mundo a su medida. Entre algunas de las obras que colaboró se encuentran El día menos pensado, La condesa del Abasto y Se acabaron los lobos para mí, todas ellas junto a Langsner. Y de su propia autoría se encuentra Ponete en mi lugar.
También creó, dirigió y condujo programas periodísticos en televisión. Fue muy amigo de Tita Tamames.
Pionero de las relaciones públicas en la Argentina desde 1968, Baracchini fue muy famoso en la década del '70, por sus fiestas y presentaciones que hicieron historia en Buenos Aires y en Punta del Este. A lo largo de la década del 90 llevó adelante, entre otros, el desfile del prêt-à-porter masculino francés en el Patio Bullrich, y el de la Haute Couture francesa, en el Hotel Sheraton. También, los dos desfiles de Óscar de la Renta, y se ocupó del lanzamiento de Fendi, con megadesfile en el Teatro Colón.  Junto a su socio Alejandro Raineri, trabajó a su lado por más de 15 años en la empresa de relaciones públicas Baracchini-Raineri. Manejó las campañas publicitarias de importantes firmas nacionales e internacionales.
Trabajó además como publicista del film norteamericano La misión de 1986, interpretada por Robert De Niro y Jeremy Irons.	
En una entrevista supo opinar con respecto a su labor teatral: 

"Amo al teatro, es lo que más me interesa por lo vital y lo humano de ese arte. En mi calidad de escritor asistía a las representaciones de mis obras con el fin de conocer las reacciones del público. Emoción y entretenimiento son los factores esenciales de mis obras pues provocar la emoción de las gentes es para mí provocar amor".

## Galardones
- Faja de Honor de la Sociedad Argentina de Escritores (SADE).[7]
- Premio Konex- Diploma al Mérito (1977) - Comunicación Institucional.
- Medalla de oro de Argentores (1971).
- Premio Odol a la mejor producción (1971).
- Premio Argentores a la mejor producción (1971).

## Fallecimiento
El escritor y periodista Diego Baracchini falleció el martes 20 de junio de 2004 víctima de un Cáncer. Sus restos descansan en el Cementerio Parque del Buen Ayre, de Bella Vista.

## Homenajes
Desde el 2005 en el Torreón del Monje dispone de un espacio de arte que lleva su nombre.